# Banjo Band

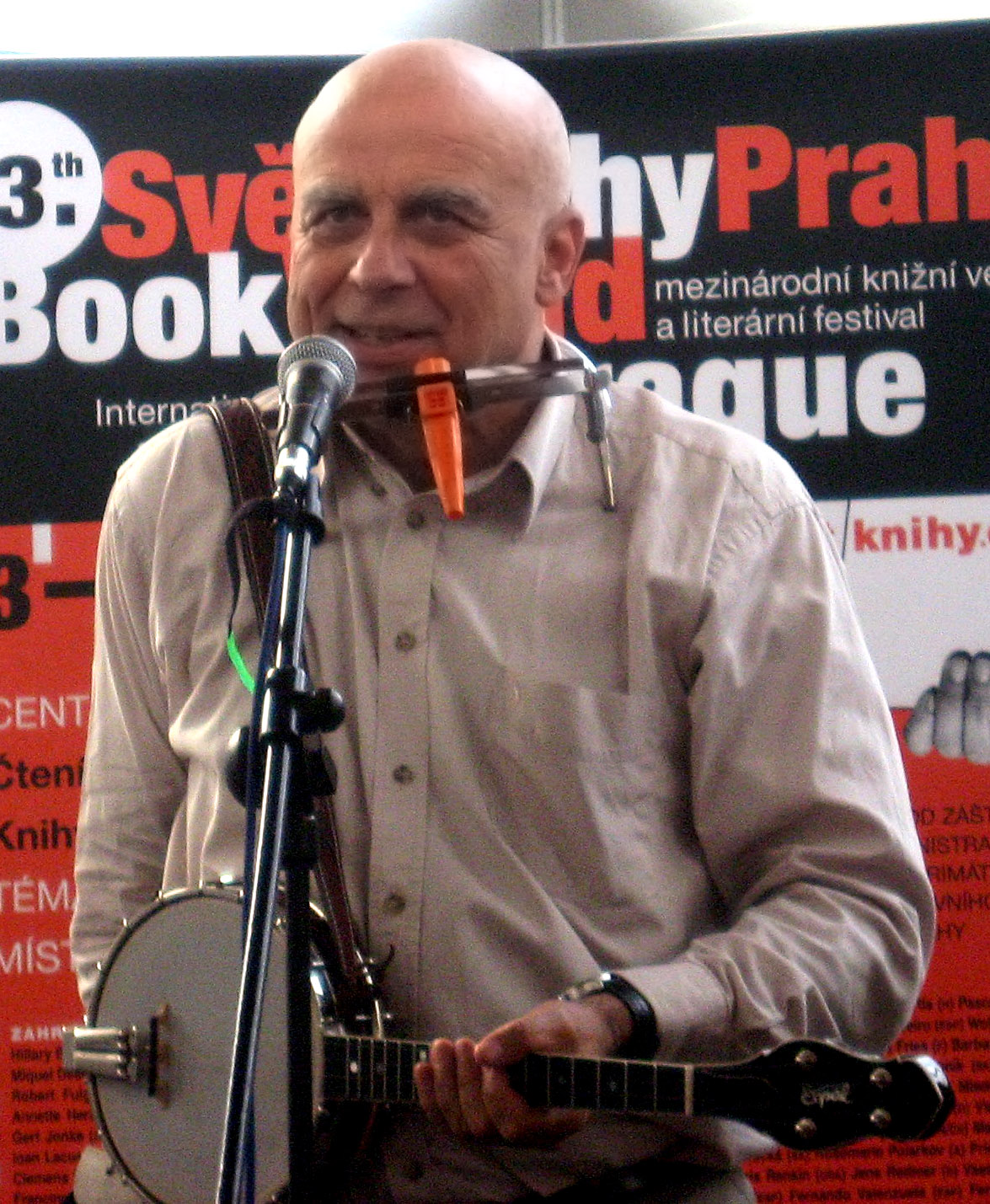
Иван Младек

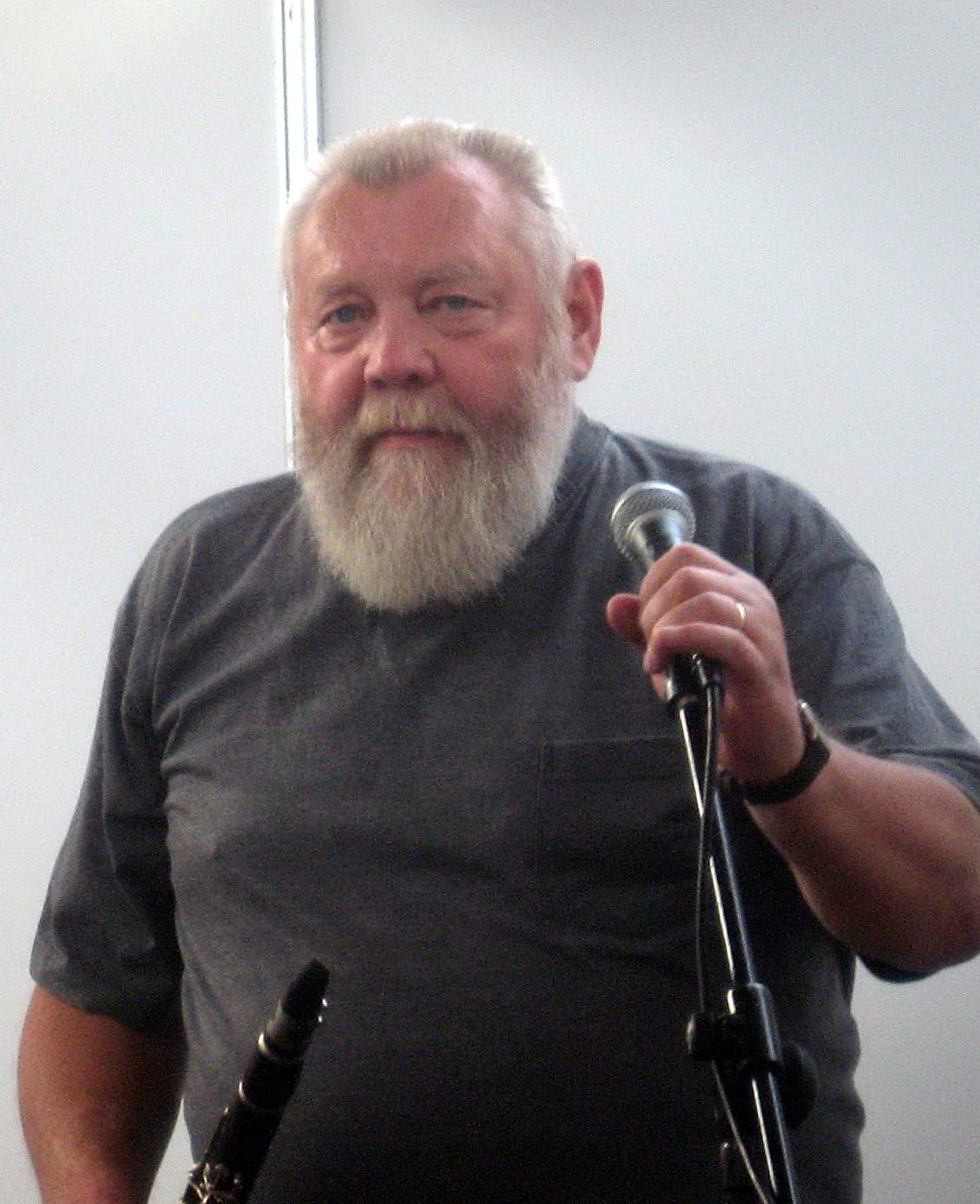
Иво Пешак

Banjo Band — популярная музыкальная группа с лидером Иваном Младеком. Основана и исполняет песни с 70-х годов XX века.
На 2009 год известна благодаря песне «Jožin z bažin». В 2008 году песня стала популярна в Чехии, Польше и Венгрии, в течение нескольких месяцев держалась в числе наиболее популярных среди местных радиостанций. Видеоклип «Jožin z bažin» стал Интернет-хитом в России, Венгрии, Польше и Австрии из-за своего необычного звучания для аудитории, незнакомой с чешским языком. С января 2008 года его просмотрели несколько миллионов пользователей сети. В Интернете выложено множество пародий и ремиксов клипа «Jožin z bažin», многие видео имеют более трёх миллионов просмотров.

## Текущий состав
- Иван Младек — вокал, банджо
- Vítězslav Marek — гитара
- Petr Kaňkovský — гитара
- Zdeněk Kalhous — клавишные
- Václav Dědina — туба, труба, бас
- Michal Pálka — кларнет
- Svatobor Macák — саксофон
- Tomáš Procházka — барабаны
- Jan Mrázek — вокал
- Lenka Šindelářová — вокал
- Иво Пешак — вокал, сценическое действие, ушел из жизни в 2011 году.

## Дискография

### LP
- Dobrý den! Panton 1976
- Na shledanou! Panton 1977
- Jožin z bažin Panton 1978
- Ej, Mlhošu, Mlhošu! 	Panton 1979
- I. Mládek uvádí L. Sobotu Panton 1979
- Přeposlední leč Panton 1980
- Guten Tag! Panton 1981
- Úterý (Oral Stories) 	Panton 1981
- I. Mládek zase uvádí L. Sobotu 	Panton 1982
- Moje rodina (+ Oral Stories) 	Panton 1983
- Banjo z pytle ven! Panton 1985
- Potůčku, nebublej! Panton 1986
- Ta country česká Multisonic 1989
- Pepa z Kadaně (śpiewane przez Josefa Dvořáka) Punc 1990
- Škola zvířátek (Dagmar Patrasová) Tommu 1991

### CD
- Ta country česká 	Multisonic 1991
- The Best Of Banjo Band I. 	Panton 1992
- The Best Of banjo Band II. 	Panton 1993
- Vykopávky 	Multisonic 1993
- Řeky (z zespołem Zelenáči) EMG 1993
- Pohádky a jiné povídačky (stories) Monitor 1994
- V hospodě u šesti trampů 	BaM Music 1994
- Písničky Čundrcountry show I 	BaM Music 1994
- Písničky Čundrcountry show II. 	BaM Music 1995
- Dobrý den! (+6x bonus) 	Bonton 1996
- Písničky na chatu 	Bonton 1998
- Na shledanou! (+6x bonus) 	Bonton 1999
- Sweet Sue (stories Lenka Plačková) Fonia 2000
- Anekdoty do 1. i 4. cenové skupiny
- Písně o lásce a pravdě 	BaM Music 2000
- Do hlavy ne! 	Radio servis 2001
- Děda Mládek Ilegal Band 	BaM Music
- Děda Mládek Ilegal Band II. 	BaM Music
- Proč mě ženy nemaj rády 	Warner Music 2002
- Milan Pitkin v Coutry estrádě 1 	Noveta
- Milan Pitkin v Coutry estrádě 2 	Noveta
- V Mexiku v taxiku (Dušan Barczi) 	Barci Music 2002
- Dáme si eště raz! (Dušan Barczi) 	Barci Music 2003
- … a vo tom to je! 	D. J. World 2002
- 60 nej 	Sony Music 2003
- Jožin z bažin w Polsce 	EMI Music Poland 2008